# Serge Blisko
Serge Blisko, né le 6 janvier 1950 à Nancy, est un homme politique français.

## Biographie
Serge Blisko est fils d’immigrés juifs polonais, Samuel Blisko, employé de commerce et Brucha Hepner,. Médecin de profession dans le 13e arrondissement de Paris, il est suppléant de Paul Quilès dans la 14e circonscription de Paris (13e arrondissement). Quand ce dernier est nommé au gouvernement en novembre 1983, Serge Blisko devient député. Il fait partie du groupe socialiste.
Il perd son siège en 1986 mais est élu conseiller régional (1986-1992) puis conseiller de Paris (1993-2008).
Ce n'est qu'1997 qu'il est réélu député, dans la 10e circonscription (Ouest du 13e arrondissement), face à Jacques Toubon.
Il est réélu député en 2002 et 2007. De 2001 à 2007, il est également maire du 13e arrondissement de Paris.
Il ne parvient pas à obtenir l'investiture du Parti socialiste en 2012 car la dixième circonscription de Paris est promise à un membre d'Europe Écologie Les Verts (Denis Baupin) selon les termes de l'accord PS-EELV. Serge Blisko pense tout de même se présenter sans étiquette mais y renonce finalement.
Il est nommé président de la Miviludes en août 2012, puis reconduit en août 2015 et le demeure jusqu'en 2018.
Il se marie le 12 juin 1980 avec Jeannette Kohn.

## Prises de position
En mars 2018, il fait part de son inquiétude en ce qui concerne le développement du mouvement survivaliste.

## Mandats
- 05/11/1983 - 01/04/1986 : député de la 14e circonscription de Paris
- 17/03/1986 - 22/03/1992 : membre du conseil régional d'Île-de-France
- 01/01/1993 - 18/06/1995 : membre du conseil de Paris
- 19/06/1995 - 18/03/2001 : membre du conseil de Paris
- 01/06/1997 - 18/06/2002 : député
- 19/03/2001 - 16/03/2008 : membre du conseil de Paris ; membre du conseil municipal du 13e arrondissement, maire jusqu'au 12/07/2007 (remplacé par Jérôme Coumet) puis adjoint jusqu'en 2008.
- 18/06/2002 - 17/06/2007 : député de la 10e circonscription de Paris

## Décorations
- Officier de l'ordre national du Mérite Il est promu directement au grade d'officier par décret du 2 mai 2017 pour ses 40 ans de services[9].